# فيليتسيا كولينز
فيليتسيا كولينز (بالإنجليزية: Felicia Collins)‏ هي مغنية وعازفة قيثارة أمريكية، ولدت في 10 أبريل 1964.

## وصلات خارجية
- فيليتسيا كولينز على موقع IMDb (الإنجليزية)
- فيليتسيا كولينز على موقع ميوزك برينز (الإنجليزية)
- فيليتسيا كولينز على موقع ديسكوغز (الإنجليزية)